# Dictyostelia
Dictyostelia – podgrupa śluzowców, powszechnie występujących ameb kolonialnych, której przedstawiciele żyją przede wszystkim w leśnej ściółce i glebie. Opisano około 150 gatunków należących do tej grupy.
Organizmy te reagują na zmienne warunki poprzez przyjmowanie jednej z dwóch podstawowych form: pojedynczej komórki (mikrocysty) lub kolonii, powstającej w wyniku połączenia nawet 100 tysięcy osobników. Kolonie takie tworzą grubościenne, bardzo odporne makrocysty (zygocysty) lub wielokomórkowe owocniki (sorokarpy). W odróżnieniu od Myxomyteces (innej podgrupy śluzowców), Dictyostelia formują pseudoplazmodium (nibyśluzkę) i sorokarpy, które w przypadku większości gatunków posiadają odmienną niż u pozostałych śluzowców budowę komórkową i u których zachodzi proces obumierania komórek (typowo ginie około 20% całej kolonii).
Do najbardziej znanych przedstawicieli należy Dictyostelium discoideum – organizm modelowy wykorzystywany do badania komunikacji międzykomórkowej oraz zachowań grupowych organizmów jednokomórkowych.

## Charakterystyka ogólna
Dictyostelia żywią się głównie bakteriami, wykazując prawdopodobnie pewne preferencje pokarmowe.
Występują na całym świecie, przy czym zostały wyizolowane głównie z gleb leśnych i ściółki glebowej.
Dictyostelia są pierwszymi odkrytymi (i najlepiej zbadanymi) formami organizmów wielokomórkowych, w których po stadium wielokomórkowym, odpowiedzialnym za rozmnażanie, występuje jednokomórkowe stadium troficzne. Ten proces jest szczególnie dobrze zbadany dla Dictyostelium discoideum. W fazie troficznej występuje jednokomórkowa, niezależna ameba (myxoameba), żywiąca się bakteriami. Następnie zaczyna się rozmnażać przez podział (schizogonia), który w optymalnych warunkach laboratoryjnych zachodzi co 8-10 godzin. Populacja rośnie aż do wyczerpania pokarmu, po czym komórka może przejść do jednej z trzech odmiennych ścieżek rozwoju, prowadzących do powstania, odpowiednio, mikrocyst, zygocyst lub owocników (sorokarpów). Nie każdy gatunek może jednak rozwinąć wszystkie trzy formy. Przykładowo, D. discoideum i ich najbliżsi krewni nie tworzą mikrocyst
Owocniki składają się z trzonu (komórkowego lub bezkomórkowego) podtrzymującego kupkę zarodni. Sorokarpy są najlepiej zbadaną postacią Dictyostelia ze względu na swoją wielokomórkową budowę oraz zasadnicze znaczenie w procesie odróżniania poszczególnych gatunków.

## Systematyka
W tradycyjnej systematyce wyróżniano  trzy rodzaje Dictyostelia: Dictyostelium, Polysphondylium i Acytostelium, głównie w oparciu o budowę owocnika. Ostatnie badania morfologiczne i molekularne odrzucają jednak tę tradycyjną klasyfikację. Metody filogenetyki molekularnej prowadzą do rozróżnienia do 8 głównych grup monofiletycznych, z których żadna nie odpowiada trzem wymienionym wyżej rodzajom – te traktuje się więc dziś jako morfotypy, a więc grupy wydzielane ze względów morfologicznych, a nie filogenetycznych.

## Historia
Pierwszymi badaczami, którzy opisali Dictyostelia byli: mykolog Julius Oscar Brefeld i botanik Philip van Tieghem. To właśnie Brefeld zaproponował nazwę dictyostelium, która łączy słowa dictio (grec. „sieć”), używanego w botanice jako coś tworzącego strukturę siatki, oraz słowa stelium („wieża”) odnoszącego się do obecności łodygi utworzonej przez sieć komórek. Brefeld uważał, że połączone ameby tworzą formę plazmodium (śluźnię), jednak Van Tieghen niedługo później zdał sobie sprawę, że ameby pozostają niezależne przez cały czas życia i określił to zbiorowisko organizmów jako pseudoplazmodium.